# Sara Indrio
Sara Indrio Jensen (Copenaghen, 4 gennaio 1975) è una cantautrice, percussionista e attrice danese di origini in parte italiane.
Ha partecipato al film Italiano per principianti, e nel 2004 ha pubblicato il suo album di esordio, Dark Clouds, Silver Linings.